# ليشنو
ليشنو (بالإنجليزية: Leszno)، هي مدينة تاريخية تقع في غرب بولندا، وتعد عاصمة مقاطعة ليشنو ضمن إقليم بولندا الكبرى. تحتل المرتبة السابعة كأكبر مدينة في المنطقة بتعداد سكاني يُقدر بـ 62,200 نسمة، وذلك اعتبارًا من عام 2021.

## التاريخ

### التاريخ المبكر
تعود أصول ليشنو إلى القرن الثالث عشر. ذُكرت لأول مرة في السجلات التاريخية عام 1393، عندما كانت ملكًا لنبلاء من أسرة ستيفان كارنين-فينياوا. تبنت العائلة لاحقًا اسم ليشنسكي (ويعني "من ليشنو") تيمنا بعقاراتهم، كما كان متبعًا بين النبلاء البولنديين.

### القرنان السادس عشر إلى الثامن عشر

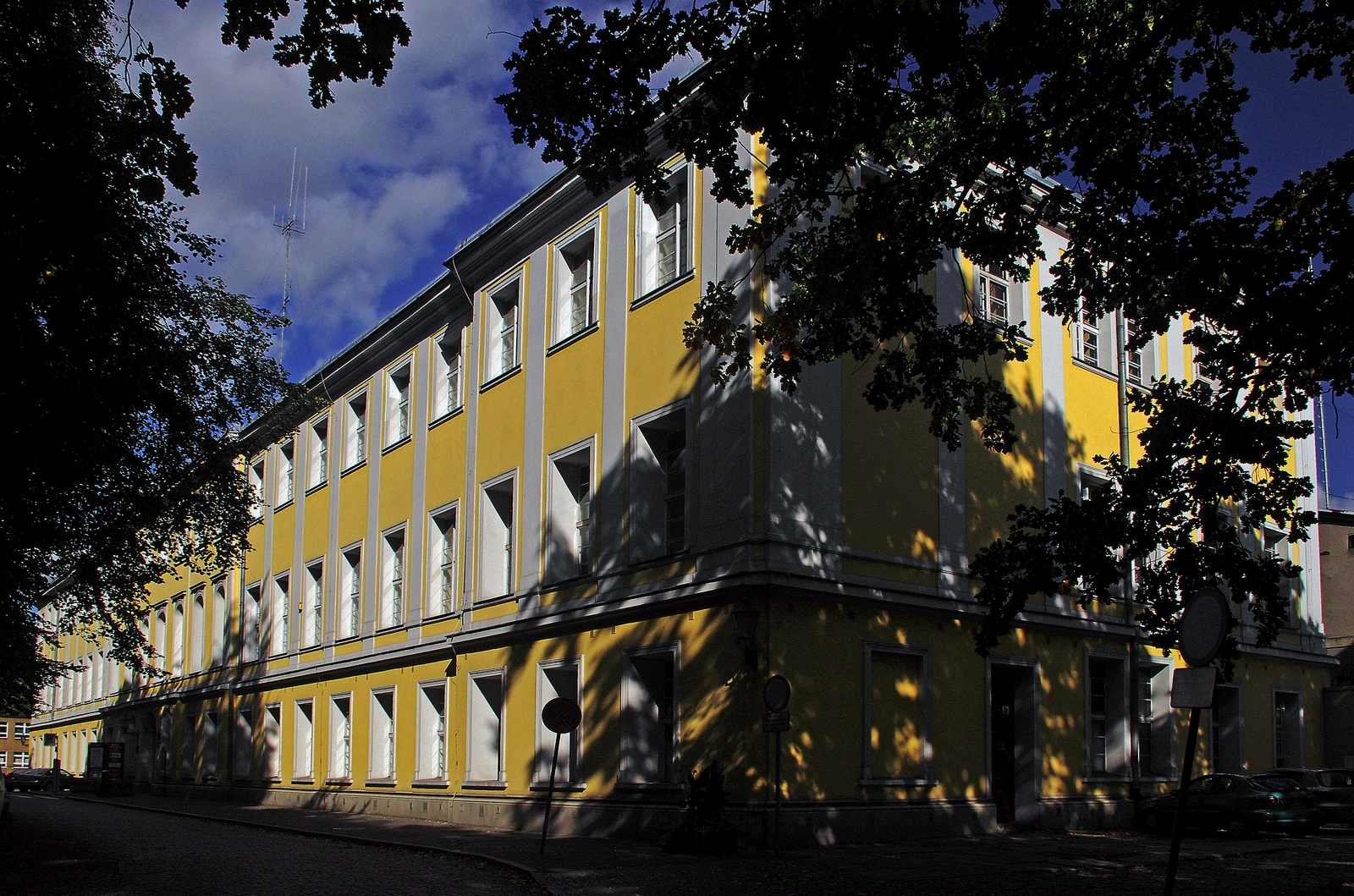
قصر سووكوفسكي

حوالي عام 1516، استقر في ليشنو مجموعة من البروتستانت المعروفين باسم اتحاد الإخوة، الذين طُردوا من أراضي تاج بوهيميا من قبل الملك فلاديسلاف الثاني من المجر. ساعد قدوم البروتستانت البوهيميين ونساجين من سيليزيا المجاورة في نمو المستوطنة. وفي عام 1547، منح الملك سيجيسموند الأول العجوز مدينة ليشنو حقوق الامتياز وفق قانون ماغدبورغ. أصبحت ليشنو مركزًا هامًا للطباعة بفضل نشاط المجتمع البروتستانتي، الذي ازداد عدده خلال حرب الثلاثين عامًا.
خلال القرن السابع عشر، كانت ليشنو تحتوي على مدرسة مشهورة (المدرسة اللاتينية المعروفة بالجيمنازيوم)، والتي أدارها كومينيوس، وهو تربوي بارز وآخر أسقف لاتحاد الإخوة. انتهى عصر الازدهار في ليشنو عندما تعرضت المدينة للحرق في 28 أبريل 1656 على يد القوات السويدية، وأعيد بناؤها سريعًا ثم أُحرقت مجددًا خلال الحرب الشمالية الكبرى في عام 1707.

### القرنان التاسع عشر والعشرون
خلال تقسيم بولندا الثاني عام 1793، ضمت مملكة بروسيا مدينة ليشنو، ولقبوها بــ "ليسا". بعد الحرب العالمية الأولى، استعاد البولنديون المدينة بموجب معاهدة فرساي، وأصبحت جزءًا من الجمهورية البولندية الثانية عام 1920.

#### الحرب العالمية الثانية
خلال غزو بولندا، استولت ألمانيا النازية على ليشنو ودمجتها في فارتلاند. تعرض البولنديون للاعتقالات الجماعية بتهمة "الأنشطة المعادية للألمان". نظمت المقاومة البولندية حركة سرية تضمنت طباعة صحف سرية.

#### ما بعد الحرب
شهدت ليشنو تطورًا سريعًا بين عامي 1975 و1998، حيث كانت مقرًا لإدارة إقليمية. في عام 2000، حصلت المدينة على جائزة "النجم الذهبي للتوأمة" من المفوضية الأوروبية.

## المناخ
يتميز مناخ ليشونو بخصائص مناخ محيطي (وفق تصنيف كوبن: Cfb)، ومع ذلك يظهر به خصائص مناخ قاري رطب مع صيف دافئ (Dfb)، وهو أمر شائع في المناطق الداخلية الغربية والجنوبية لبولندا.
| البيانات المناخية لـLeszno (1991–2020 normals, extremes 1958–present) | البيانات المناخية لـLeszno (1991–2020 normals, extremes 1958–present) | البيانات المناخية لـLeszno (1991–2020 normals, extremes 1958–present) | البيانات المناخية لـLeszno (1991–2020 normals, extremes 1958–present) | البيانات المناخية لـLeszno (1991–2020 normals, extremes 1958–present) | البيانات المناخية لـLeszno (1991–2020 normals, extremes 1958–present) | البيانات المناخية لـLeszno (1991–2020 normals, extremes 1958–present) | البيانات المناخية لـLeszno (1991–2020 normals, extremes 1958–present) | البيانات المناخية لـLeszno (1991–2020 normals, extremes 1958–present) | البيانات المناخية لـLeszno (1991–2020 normals, extremes 1958–present) | البيانات المناخية لـLeszno (1991–2020 normals, extremes 1958–present) | البيانات المناخية لـLeszno (1991–2020 normals, extremes 1958–present) | البيانات المناخية لـLeszno (1991–2020 normals, extremes 1958–present) | البيانات المناخية لـLeszno (1991–2020 normals, extremes 1958–present) |
| الشهر                                                                 | يناير                                                                 | فبراير                                                                | مارس                                                                  | أبريل                                                                 | مايو                                                                  | يونيو                                                                 | يوليو                                                                 | أغسطس                                                                 | سبتمبر                                                                | أكتوبر                                                                | نوفمبر                                                                | ديسمبر                                                                | المعدل السنوي                                                         |
| --------------------------------------------------------------------- | --------------------------------------------------------------------- | --------------------------------------------------------------------- | --------------------------------------------------------------------- | --------------------------------------------------------------------- | --------------------------------------------------------------------- | --------------------------------------------------------------------- | --------------------------------------------------------------------- | --------------------------------------------------------------------- | --------------------------------------------------------------------- | --------------------------------------------------------------------- | --------------------------------------------------------------------- | --------------------------------------------------------------------- | --------------------------------------------------------------------- |
| الدرجة القصوى °م (°ف)                                                 | 16.9 (62.4)                                                           | 20.4 (68.7)                                                           | 24.0 (75.2)                                                           | 30.0 (86.0)                                                           | 31.6 (88.9)                                                           | 37.6 (99.7)                                                           | 37.0 (98.6)                                                           | 37.8 (100.0)                                                          | 34.9 (94.8)                                                           | 27.5 (81.5)                                                           | 20.1 (68.2)                                                           | 16.6 (61.9)                                                           | 37.8 (100.0)                                                          |
| متوسط درجة الحرارة الكبرى °م (°ف)                                     | 2.5 (36.5)                                                            | 4.2 (39.6)                                                            | 8.5 (47.3)                                                            | 15.1 (59.2)                                                           | 19.7 (67.5)                                                           | 23.1 (73.6)                                                           | 25.4 (77.7)                                                           | 25.1 (77.2)                                                           | 19.8 (67.6)                                                           | 13.8 (56.8)                                                           | 7.6 (45.7)                                                            | 3.6 (38.5)                                                            | 14.0 (57.2)                                                           |
| المتوسط اليومي °م (°ف)                                                | −0.3 (31.5)                                                           | 0.6 (33.1)                                                            | 3.9 (39.0)                                                            | 9.2 (48.6)                                                            | 13.8 (56.8)                                                           | 17.2 (63.0)                                                           | 19.3 (66.7)                                                           | 18.9 (66.0)                                                           | 14.2 (57.6)                                                           | 9.1 (48.4)                                                            | 4.3 (39.7)                                                            | 0.9 (33.6)                                                            | 9.3 (48.7)                                                            |
| متوسط درجة الحرارة الصغرى °م (°ف)                                     | −3.2 (26.2)                                                           | −2.7 (27.1)                                                           | −0.2 (31.6)                                                           | 3.4 (38.1)                                                            | 7.8 (46.0)                                                            | 11.1 (52.0)                                                           | 13.2 (55.8)                                                           | 13.1 (55.6)                                                           | 9.2 (48.6)                                                            | 5.1 (41.2)                                                            | 1.4 (34.5)                                                            | −1.8 (28.8)                                                           | 4.7 (40.5)                                                            |
| أدنى درجة حرارة °م (°ف)                                               | −28.8 (−19.8)                                                         | −26.9 (−16.4)                                                         | −24.4 (−11.9)                                                         | −7.4 (18.7)                                                           | −4.3 (24.3)                                                           | −1.4 (29.5)                                                           | 2.2 (36.0)                                                            | 0.8 (33.4)                                                            | −3.3 (26.1)                                                           | −8.0 (17.6)                                                           | −15.8 (3.6)                                                           | −25.5 (−13.9)                                                         | −28.8 (−19.8)                                                         |
| الهطول مم (إنش)                                                       | 35.5 (1.40)                                                           | 31.3 (1.23)                                                           | 39.8 (1.57)                                                           | 28.8 (1.13)                                                           | 53.6 (2.11)                                                           | 57.6 (2.27)                                                           | 77.5 (3.05)                                                           | 70.4 (2.77)                                                           | 46.5 (1.83)                                                           | 38.2 (1.50)                                                           | 34.4 (1.35)                                                           | 35.7 (1.41)                                                           | 549.2 (21.62)                                                         |
| متوسط أيام هطول الأمطار (≥ 0.1 mm)                                    | 17.13                                                                 | 14.60                                                                 | 14.03                                                                 | 10.83                                                                 | 13.23                                                                 | 13.00                                                                 | 14.17                                                                 | 13.10                                                                 | 11.60                                                                 | 13.83                                                                 | 14.73                                                                 | 17.63                                                                 | 167.90                                                                |
| متوسط الأيام المثلجة (≥ 0 cm)                                         | 12.7                                                                  | 11.8                                                                  | 4.9                                                                   | 0.7                                                                   | 0.0                                                                   | 0.0                                                                   | 0.0                                                                   | 0.0                                                                   | 0.0                                                                   | 0.1                                                                   | 2.3                                                                   | 8.2                                                                   | 40.7                                                                  |
| متوسط الرطوبة النسبية (%)                                             | 86.7                                                                  | 83.3                                                                  | 78.0                                                                  | 69.6                                                                  | 70.8                                                                  | 71.3                                                                  | 70.8                                                                  | 71.4                                                                  | 78.3                                                                  | 83.7                                                                  | 88.7                                                                  | 88.2                                                                  | 78.4                                                                  |
| ساعات سطوع الشمس الشهرية                                              | 53.9                                                                  | 76.2                                                                  | 123.9                                                                 | 204.1                                                                 | 245.0                                                                 | 246.9                                                                 | 255.1                                                                 | 244.0                                                                 | 165.1                                                                 | 113.3                                                                 | 58.5                                                                  | 43.2                                                                  | 1٬829٫4                                                               |
| المصدر #1: Institute of Meteorology and Water Management              |                                                                       |                                                                       |                                                                       |                                                                       |                                                                       |                                                                       |                                                                       |                                                                       |                                                                       |                                                                       |                                                                       |                                                                       |                                                                       |
| المصدر #2: Meteomodel.pl (records, relative humidity 1991–2020)       |                                                                       |                                                                       |                                                                       |                                                                       |                                                                       |                                                                       |                                                                       |                                                                       |                                                                       |                                                                       |                                                                       |                                                                       |                                                                       |

## الرياضة

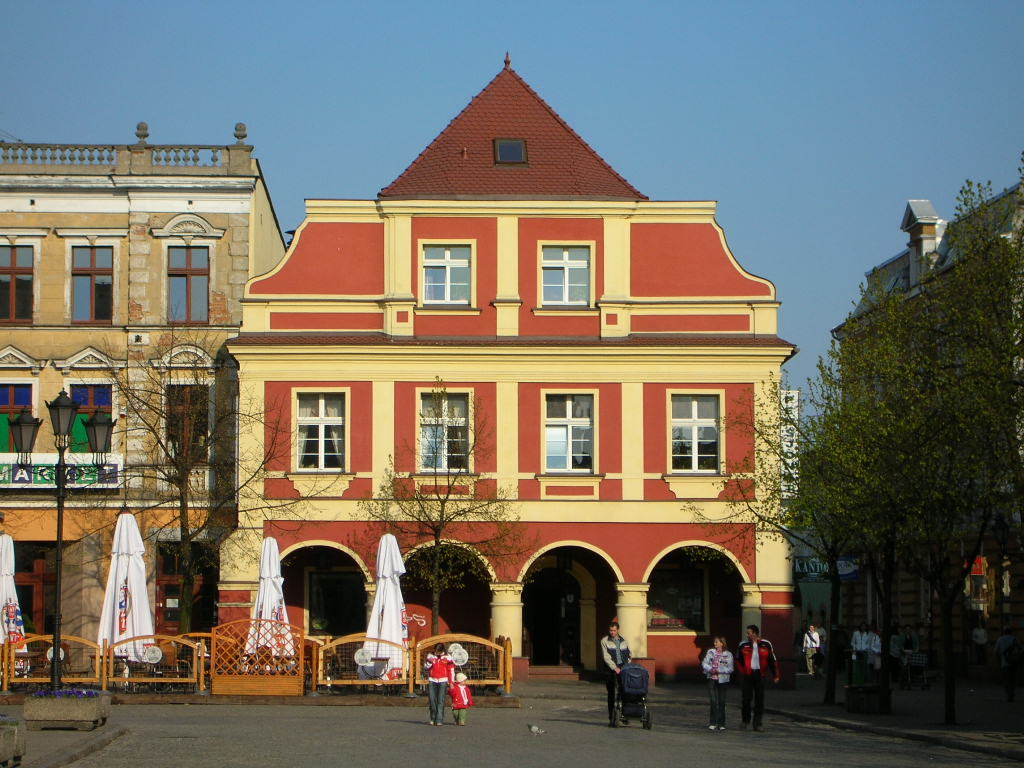
منازل قديمة في الساحة الرئيسية

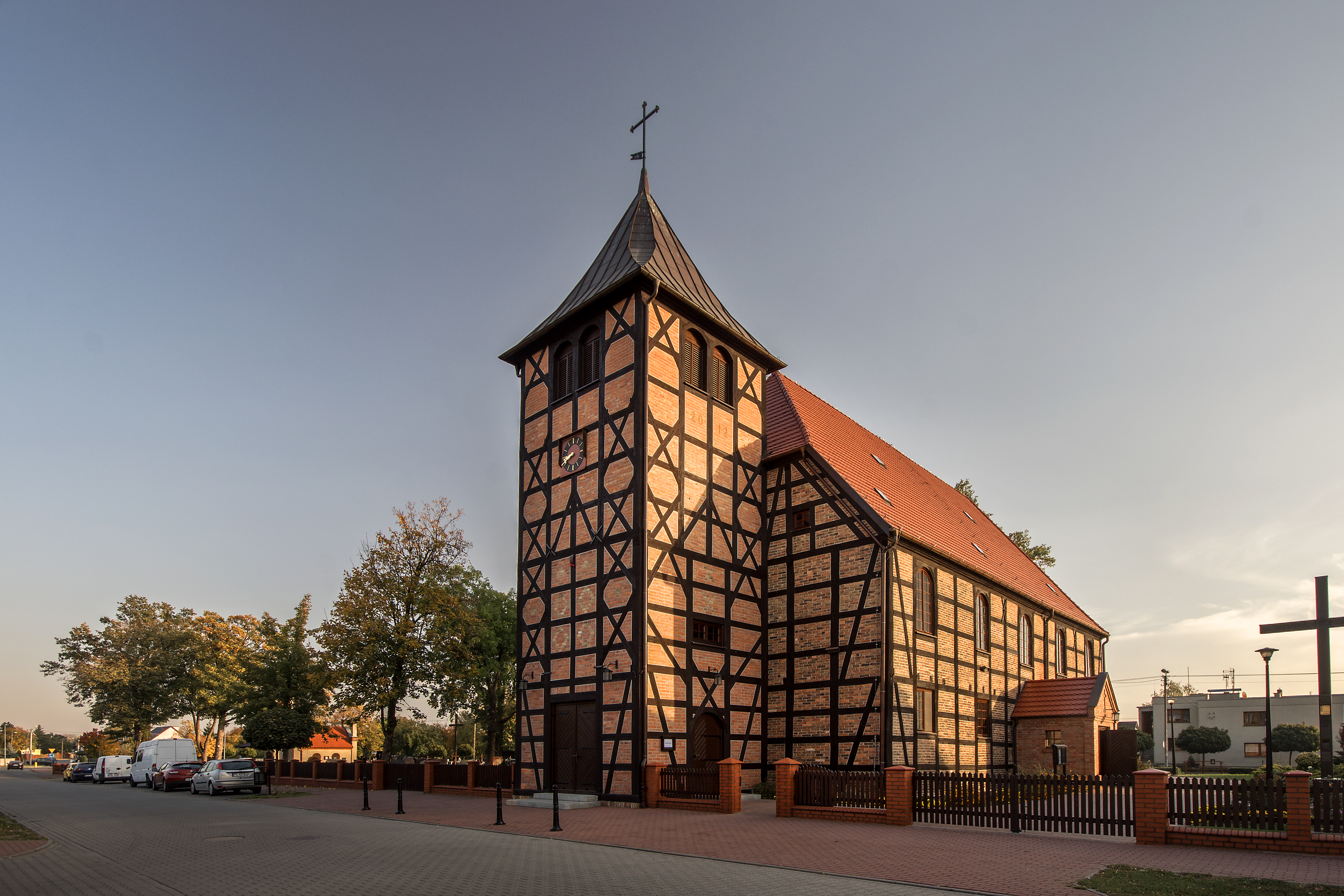
كنيسة سانت ماري، كانت كنيسة كالفينية يعود تاريخها للقرن السابع عشر

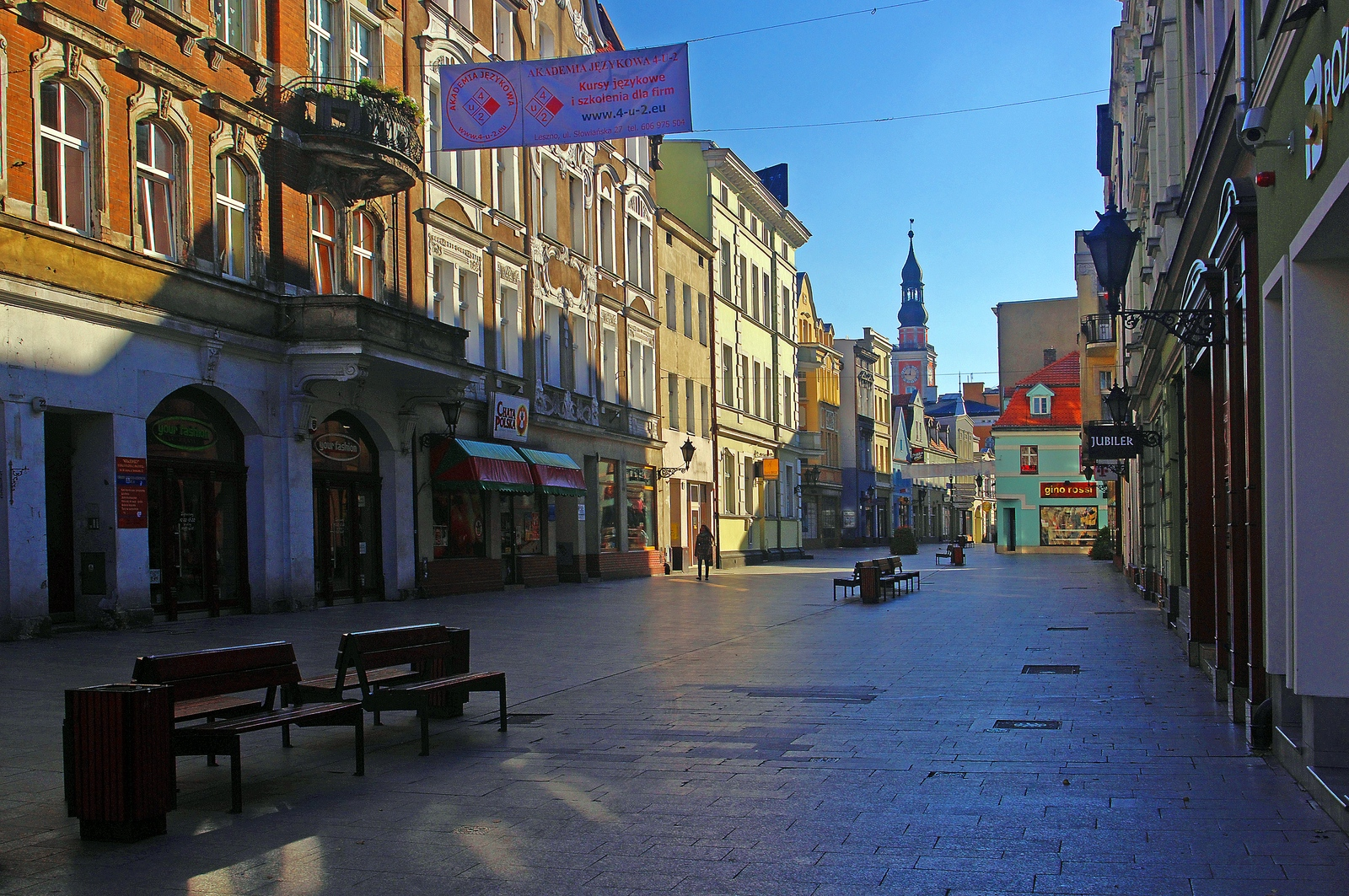
شارع سلوفياينسكا

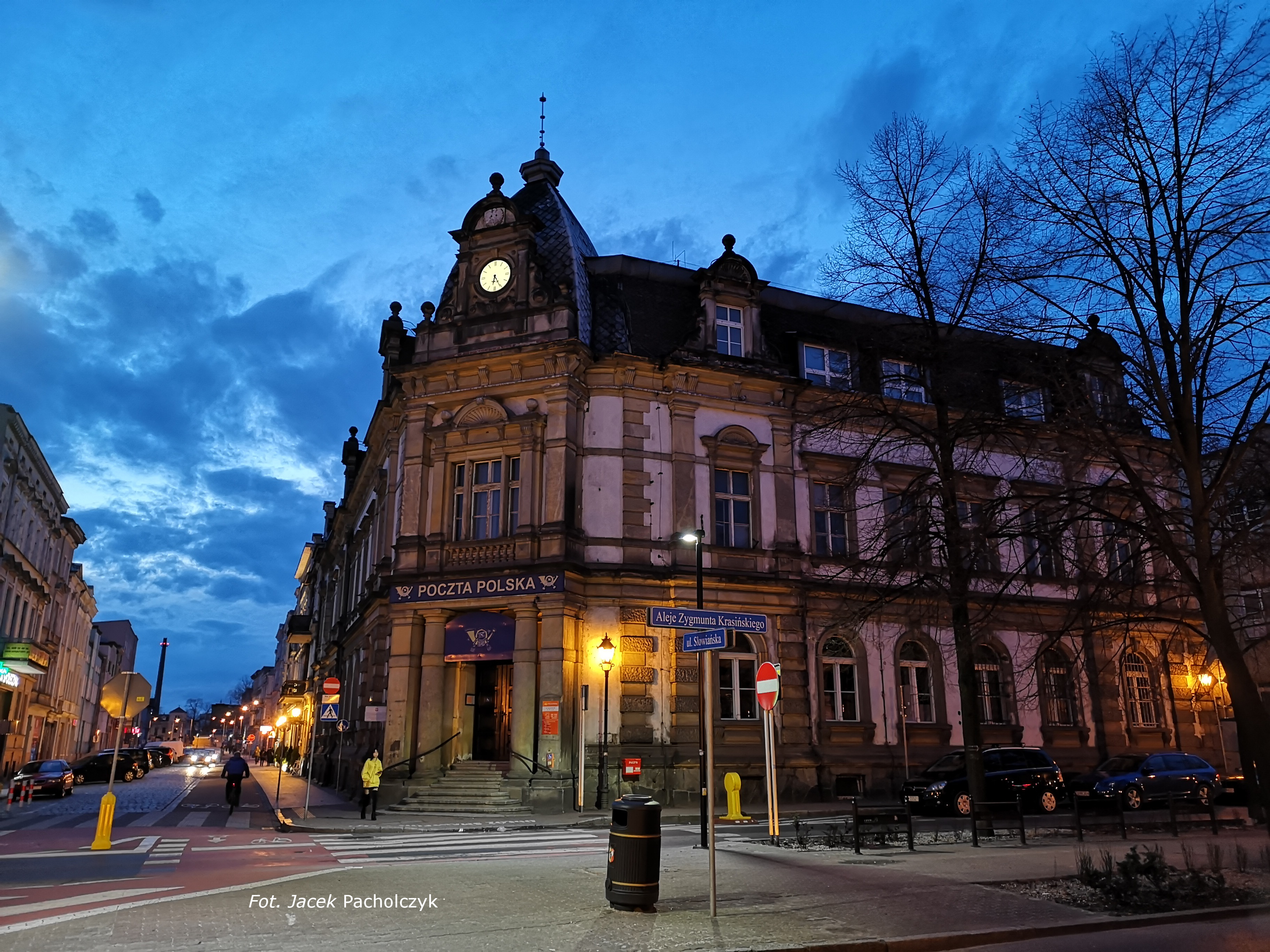
مكتب البريد الرئيسي

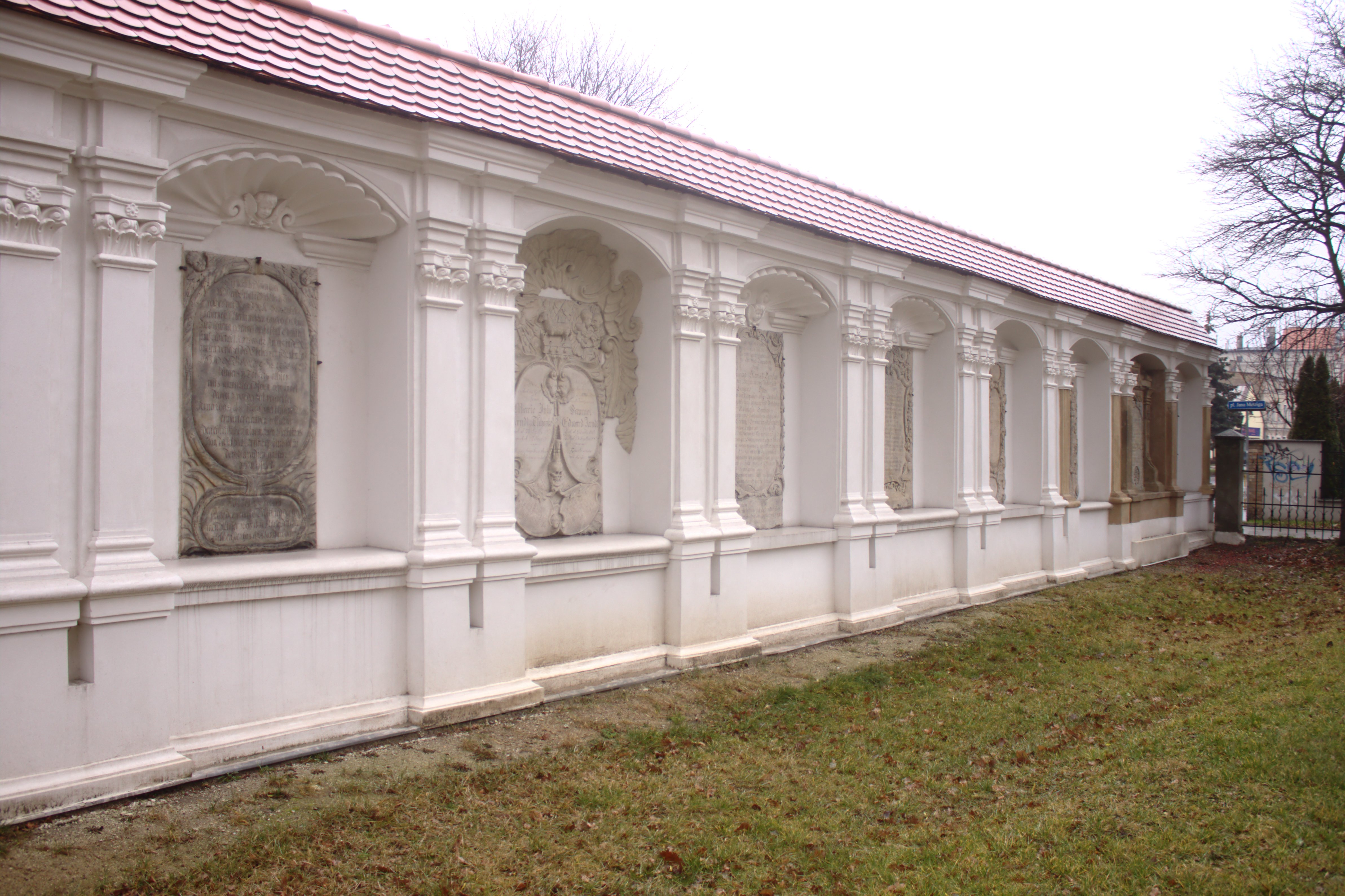
قبور ونقوش حول كنيسة الصليب المقدس

- Unia Leszno نادي سباق الدراجات النارية

تم تأسيس نادي ليزنو للدراجات النارية في 8 مايو 1938. وأُعيد تأسيس النادي في 2 مايو 1946 بعد الحرب العالمية الثانية. وفي 28 يوليو 1949 تغير اسم نادي ليزنو للدراجات النارية إلى نادي يوني ليزنو لسباق الدراجات. وقد تم تعديل بعض القواعد واللوائح كذلك. يعد نادي يوني ليزنو من الأندية الناجحة للغاية التي حصلت على العديد من الجوائز والميداليات على مر السنين، حيث فاز بأكثر من 78 ميدالية مختلفة منذ تأسيسه.
- نادي الطيران ليزنو

يعد نادي الطيران ليزنو أكبر مطار في منطقة فييلكوبولسكا، وينتمي إلى مدرسة الطيران المركزية لنادي الطيران البولندي. وقد استضاف النادي بطولات العالم للطيران الشراعي في أعوام 1958 و1969 و2003، وهو المكان الوحيد الذي استضاف هذه البطولة عدة مرات. يضم النادي أيضًا مدرسة طيران تسمى مدرسة الطيران الشراعي المركزية، التي مضى على تأسيسها أكثر من 50 عامًا، وكانت تحت إدارة الطيارة إيرينا كيمبونا في خمسينيات وستينيات القرن الماضي.
- KS Polonia Leszno

تأسس نادي كيه إس بولونيا ليزنو الرياضي في عام 1912 في ليزنو، وهو ملعب داخلي لكرة القدم. وكان مارسين جيرا أول رئيس للنادي. ولم يكتسب النادي شهرة كبيرة حتى ما بعد الحرب العالمية الثانية، عندما بدأت الفرق الرسمية في اللعب هناك، بينما كان غالبية اللاعبين المحليين قبل الحرب العالمية الأولى.

## التعليم

### المدارس الابتدائية
- مدرسة ابتدائية رقم 1
- مدرسة ابتدائية رقم 2
- مدرسة ابتدائية رقم 3
- مدرسة ابتدائية رقم 4
- مدرسة ابتدائية رقم 5
- مجموعة مدارس خاصة رقم 6
- مدرسة ابتدائية رقم 7
- مدرسة ابتدائية رقم 8
- مدرسة ابتدائية رقم 9
- مدرسة ابتدائية رقم 10
- مدرسة ابتدائية رقم 12
- مدرسة ابتدائية رقم 13

### المدارس الثانوية
- ثانوية عامة رقم 1 (http://lo1.leszno.edu.pl/ نسخة محفوظة 31 أغسطس 2018 على موقع واي باك مشين.)
- ثانوية عامة رقم 2 (http://www.iilo.leszno.pl/)
- ثانوية عامة رقم 3
- ثانوية عامة رقم 4
- ثانوية خاصة
- أول ثانوية خاصة في ليزنو

### المدارس الفنية
- مجمع المدارس الزراعية والبناء
- مجمع المدارس الاقتصادية (http://www.zse.leszno.pl)
- مجمع المدارس التقنية (http://www.zst-leszno.pl)
- مجمع المدارس الإلكترونية والاتصالات
- مجمع مدارس حماية البيئة
- مجمع المدارس الخاصة

### الجامعات
- مدرسة الدولة المهنية العليا (https://web.archive.org/web/20040612150245/http://www.pwsz.edu.pl/)
- المدرسة الإنسانية العليا
- مدرسة التسويق والإدارة العليا (https://web.archive.org/web/20040609155530/http://www.wsmiz.edu.pl/)
- كلية اللغات الأجنبية للمعلمين (http://www.nkjoleszno.pl/)
- مركز الدراسات العليا في بوزنان، في ليزنو

## شخصيات بارزة

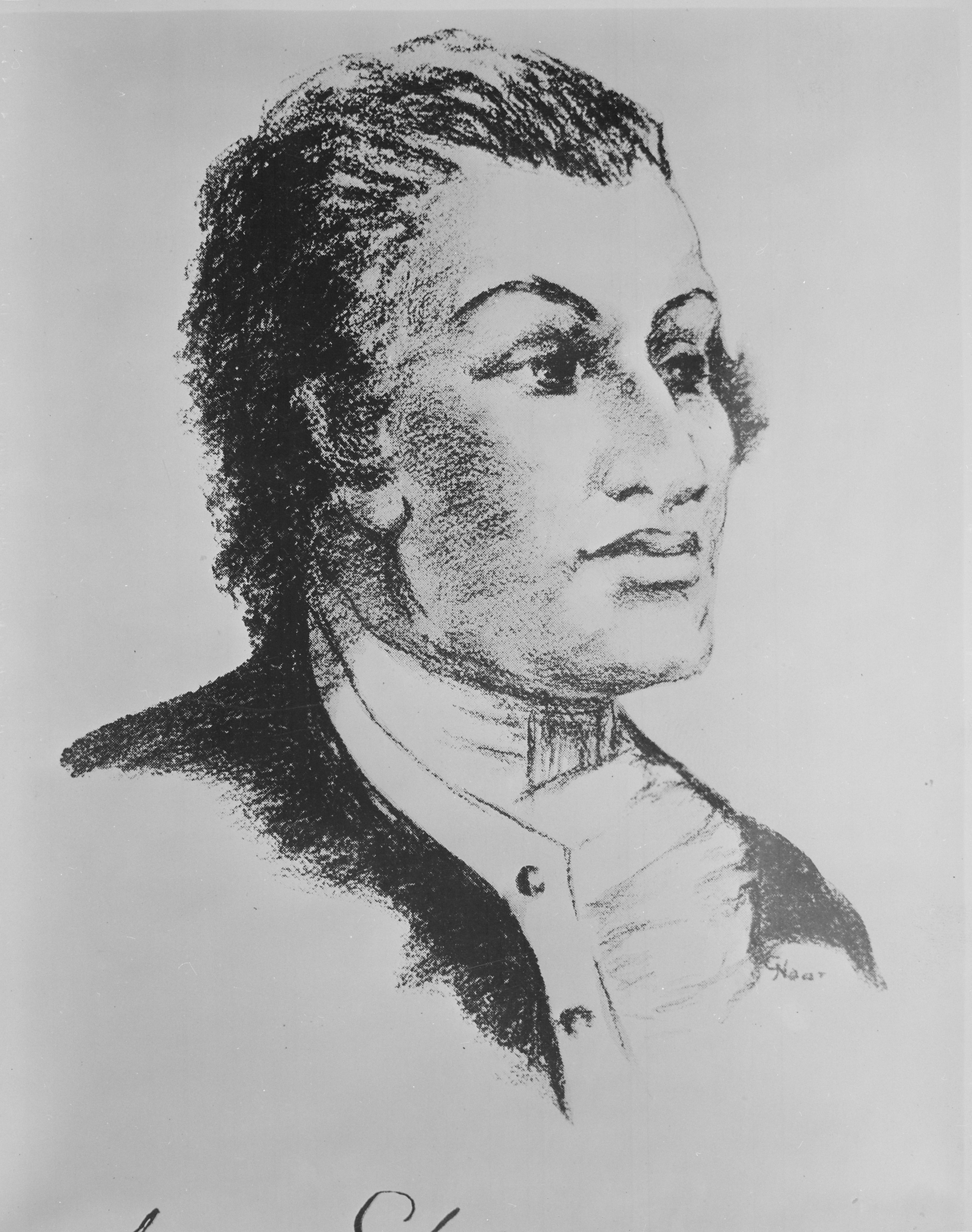
هاييم سولومون

- ستيفن بورن (1824–1898)، ثوري ألماني
- رافاو دوبروكي (ولد 1976)، سائق دراجات نارية بولندي
- ستانيسواف غروخوياك (1934–1976)، شاعر وكاتب بولندي
- لودفيغ كاليسش (1814–1882)، روائي يهودي ألماني
- زفي هيرش كاليسش (1795–1874)، حاخام ألماني أرثوذكسي
- يان جونستون (1603–1675)، معلم وطبيب
- ليزر لاندشوت (1817–1887)، عالم يهودي ألماني
- يعقوب من ليسا (1760–1832)، حاخام
- ألبرت موسي (1846–1925)، قاضٍ ألماني وعالم قانون
- كارل فريدريش ريتشارد فورستر (1825–1902)، طبيب عيون ألماني
- أوتو شولتسن (1837–1875)، طبيب ألماني
- أوتومار أنشوتز (1846–1907)، مخترع ومصور ألماني
- بول سينكفالي (1859–1918)، فنان ألماني-بريطاني
- ألبرت مول (طبيب نفسي ألماني) (1862–1939)، طبيب نفسي ألماني
- ليو باك (1873–1956)، حاخام وعالم لاهوت ألماني-يهودي
- رودولف ليونهارد (1889–1953)، كاتب وناشط شيوعي ألماني
- وولفغانغ مارتيني (1891–1963)، جنرال ألماني
- لودفيغ شولتز (1896–1966)، جنرال في القوات الجوية
- غيرهارد فايسر (1898–1989)، عالم اجتماعي ألماني
- يوهانس أيزرمان (1900–1976)، ضابط في فيرماخت
- وولفغانغ تومايل (1900–1978)، جنرال ألماني
- أنطوني يانوش (طيار) (1902–2000)، رياضي وطيار بولندي
- بيتر ليندبرغ (1944–2019)، مصور ومخرج ألماني
- توماش بارزي (مواليد 1979)، لاعب كرة قدم بولندي
- كريستوف كاسبرزاك (ولد 1984)، سائق دراجات نارية بولندي
- ألكسندريا ريوردان (مواليد 1990)، متزلجة أمريكية-بولندية
- إيلزه شفيديتزكي (1907–1997)، عالمة أنثروبولوجيا ألمانية
- هاييم سولومون (1740–1785)، شخصية بارزة في حرب الاستقلال الأمريكية
- دانيال ستريج-فيتروس، مؤلف وناشر للمرشد السياحي البولندي القديم عن أيسلندا (1638)
- كارل غوتفريد ويد (1725–1790)، عالم دراسات شرقية وزميل في الجمعية الملكية البريطانية

## العلاقات الدولية

### المدن التوأم – المدن الشقيقة
توأمت مدينة ليسزنو مع:
- فرنسا مونتلوكون، فرنسا[23]
- هولندا دورني، هولندا[24]
- ألمانيا سوهل، ألمانيا[25]
- هنغاريا دوناويفاروش، هنغاريا[26]

## روابط خارجية
- الموقع الرسمي للمدينة
- دليل باللغة الإنجليزية لمدينة ليسزنو